# صالح كوتاه (آبجدان)
صالح كوتاه (بالفارسية: صالح کوتاه) هي منطقة سكنية تقع في إيران في قسم آبجدان الريفي. يقدر عدد سكانها بـ 229 نسمة بحسب إحصاء 2016.